# Crematogaster zonacaciae
Crematogaster zonacaciae is een mierensoort uit de onderfamilie van de Myrmicinae. De wetenschappelijke naam van de soort is voor het eerst geldig gepubliceerd in 1943 door Weber.